# عيسى حموتي
عيسى حموتي هو كاتب، وشاعر، وقاص، وروائي مغربي، من مواليد مدينة وجدة.

## سيرة ذاتية
ولد عيسى حموتي في فاتح يناير 1955م في مدينة وجدة المغربية، وحصل على الإجازة في اللغة العربية وآدابها من جامعة محمد الأول بوجدة عام 1984م. نشرت قصائده وأعماله القصصية في العديد من الصحف والمجلات.

## أعماله
صدر عنه العديد من الأعمال، أبرزها:
- «تضاريس القلق» (شعر، ثلاثة أجزاء)، عن مطبعة جسور بوجدة عام 2010م.
- «أوريات أو مجنون بنت الريف» (شعر)، عن مؤسسة شمس للنشر والإعلام بالقاهرة في مصر عام 2011م.
- «التحدي»، مجموعة قصصية نشرت إلكترونياً.
- «أولاد القايد»، عن مؤسسة شمس للنشر والتوزيع بالقاهرة في مصر عام 2012م.
- «الهجرة المعكوسة»، عن مؤسسة شمس للنشر والتوزيع بالقاهرة في مصر عام 2012م.
- «أم سلام»، عن مؤسسة شمس للنشر والتوزيع بالقاهرة في مصر عام 2012م.
- «كيمياء الهشاشة»، عام 2019م.
- «سلطة هشاشة»، عن دار غراب للنشر والتوزيع عام 2020م.

له في الترجمة من الفرنسية إلى العربية عن رواية Amphion للروائي محمد العرجوني.